# Ruisseau de la Loubière
Pour les articles homonymes, voir Loubière.
Le ruisseau de la Loubière, ou ruisseau de Ganne, est un ruisseau français du Puy-de-Dôme, affluent de la Clidane et sous-affluent de la Dordogne par le Chavanon.

## Géographie
Dans sa partie amont, le ruisseau de la Loubière porte le nom de ruisseau de Ganne. Celui-ci prend sa source dans le parc naturel régional des volcans d'Auvergne, vers 1 130 m d’altitude sur la commune de Murat-le-Quaire, à deux kilomètres du sommet de la Banne d'Ordanche, au pied du téléski situé sur son flanc sud-ouest.
Il conflue avec le ruisseau de la Cluze et prend alors le nom de ruisseau de la Loubière. À partir de cet endroit, il sert de limite naturelle aux communes qu'il borde : au nord Saint-Julien-Puy-Lavèze et au sud, Saint-Sauves-d'Auvergne puis Saint-Sulpice. 
Il rejoint la Clidane en rive gauche, à 784 m d’altitude, à environ 600 m au sud du village de Saint-Sulpice.
Sa longueur est de 11,4 km.

### Environnement
Le ruisseau de la Loubière est identifié dans le réseau Natura 2000 comme faisant partie des sites très importants pour la loutre.

### Affluents
Parmi les trois affluents du ruisseau de la Loubière répertoriés par le Sandre, le plus long avec 3,7 km est le ruisseau de la Cluze, situé en rive droite.

### Département et communes traversés
Le parcours du ruisseau de la Loubière s'effectue intégralement à l'intérieur du département du Puy-de-Dôme. Il arrose quatre communes :
- Murat-le-Quaire (source)
- Saint-Sauves-d'Auvergne
- Saint-Julien-Puy-Lavèze (confluence)
- Saint-Sulpice (confluence)